# 嘉善经济技术开发区
嘉善经济技术开发区是1993年11月经中华人民共和国浙江省人民政府批准设立的省级经济开发区，2011年6月升级为国家级经济技术开发区，位于嘉善县城的东北侧。

## 交通

### 公路
- 沪昆高速，上海至昆明。
- 杭州湾环线高速，上海至宁波。
- 320国道，上海至昆明。

### 铁路
- 沪昆铁路，嘉善县境内设有嘉善站，客货两运。
- 沪昆客运专线，嘉善县境内设有嘉善南站。

### 水运
- 杭申甲级航线，水上航道12条客运线，300吨级船舶可便捷通航。

### 航空
- 杭州萧山国际机场（100公里、60分钟）。
- 上海虹桥国际机场（72公里、45分钟），于嘉善南站乘坐高铁可25分钟到达。
- 上海浦东国际机场（105公里、65分钟）。

### 海运
- 乍浦港（35公里），上海港（120公里），宁波港（200公里）。